# 温経湯
温経湯(うんけいとう)は、主に女性に用いられる漢方薬の一つ。血行をよくして体をあたためる働きがあり、月経不順、不妊症、更年期障害、不眠症、冷えなどに用いられる。また、「瘀血」を改善する駆瘀血剤として虚証に用いられる。

## 構成生薬
- 麦門冬
- 半夏
- 当帰
- 甘草
- 桂枝[2]
- 芍薬
- 川芎
- 人参
- 牡丹皮
- 呉茱萸
- 生姜
- 阿膠